# Erich Prawitz
Erich Prawitz (* 1882; † nach 1933) war ein deutscher Staatsbeamter.

## Leben und Wirken
In seiner Jugend wurde Prawitz hauptberuflicher Gewerkschaftsfunktionär. 1919 wurde er Angestellter im Eisenbahnerverband. Anschließend wurde er als nichtgelernter Verwaltungsbeamter ins Berliner Polizeipräsidium übernommen, in dem er in der Abteilung I A (Politische Polizei) die Aufgaben eines Verbindungsmannes und Sachverständigen für die Gewerkschaften wahrnahm.
In der Spätphase der Weimarer Republik amtierte Prawitz, der als besonderer Vertrauensmann des Berliner Polizeipräsidenten Albert Grzesinski galt, als stellvertretender Leiter der Abteilung IA im Rang eines Regierungsrates. 1933 wurde er von den nationalsozialistischen Machthabern ohne Anspruch auf Ruhegehalt entlassen.